# مانع خبط

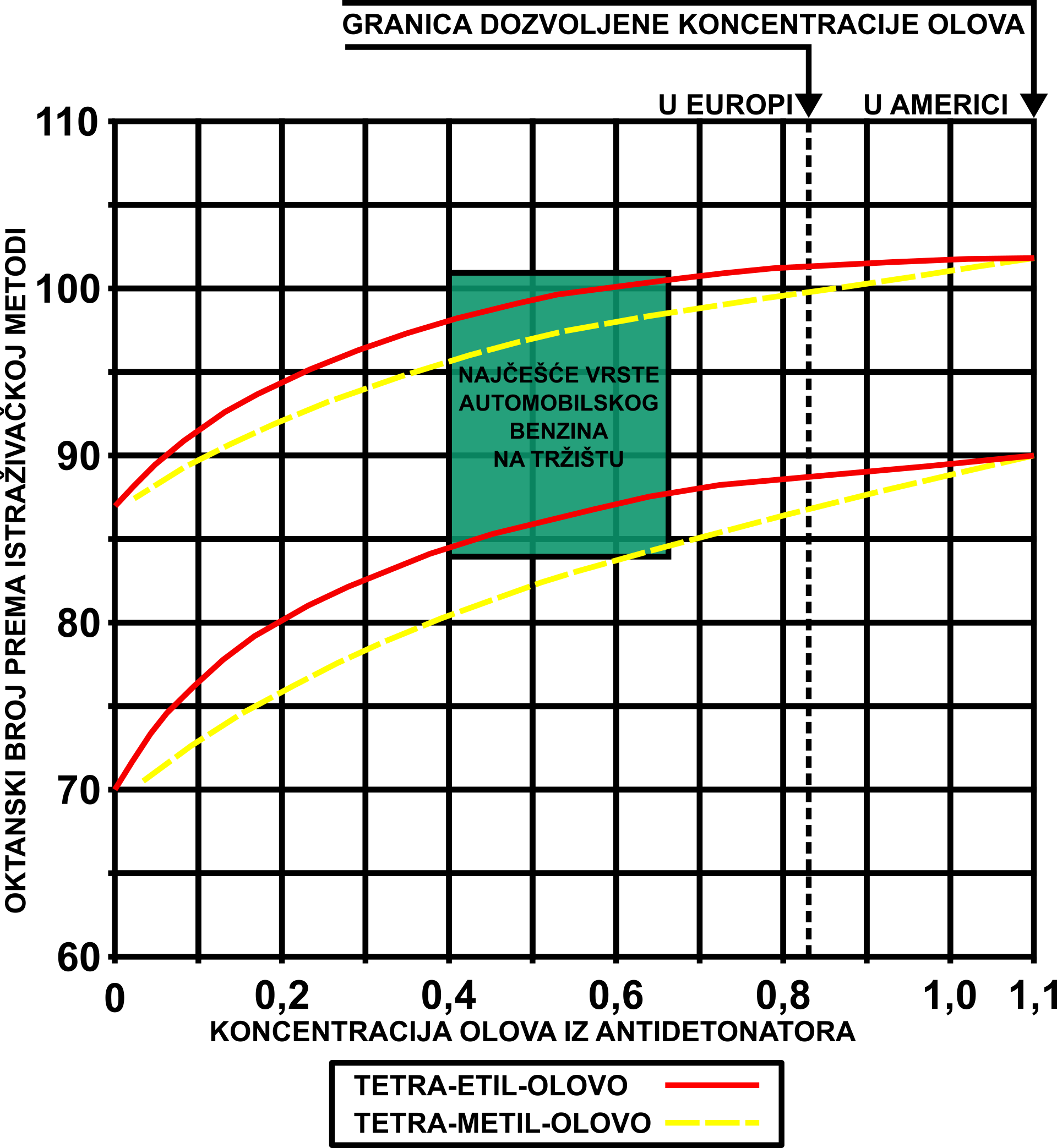

مانع الخبط (أو مانع الدقّ) هي مادة تضاف إلى الغازولين للتغلب على ظاهرة الخبط في محركات الاحتراق الداخلي، ولتحسين رقم أوكتان الوقود وذلك برفع قيم درجة الحرارة والضغط التي يحدث عندها الاشتعال التلقائي.

## أمثلة
من الأمثلة على العوامل المانعة للخبط:
- رباعي إيثيل الرصاص (TEL)
- ميثيل ثالثي بوتيل الإيثر (MTBE)
- إيثيل ثالثي بوتيل الإيثر (ETBE)
- ميثيل حلقي بنتاديينيل ثلاثي كربونيل المنغنيز (MMT)
- 4،2،2-ثلاثي ميثيل البنتان (إيزوأوكتان)
- خماسي كربونيل الحديد
- فروسين
- تولوين

كان رباعي إيثيل الرصاص من أكثر موانع الخبط استخداماً قبل أن يمنع في الكثير من الدول بسبب حالات تسمم بالرصاص.

## اقرأ أيضاً
- عدد الأوكتان
- محرك الاحتراق الداخلي
- حقن المياه